# Van's Aircraft RV-12
Van's RV-12 je dvosedežno nizkokrilno lahko športno letalo, ki ga je zasnoval Richard VanGrunsven, proizvaja pa ga Van's Aircraft. Letalo spada v kategorijo LSA, v kateri je največja dovoljena vzletna teža do 600 kg, največja hitrost do 120 vozlov in hitrost izgube vzgona brez zakrilc manj kot 45 vozlov.
Letalo je možno kupiti že sestavljeno ali pa v kitu za amatersko sestavljanje.

## Specifikacije (RV-12)
Splošne karakteristike
- Posadka: 1 pilot
- Število sedežev: 1 potnik
- Dolžina: 19 ft 11 in (6,12 m)
- Razpon kril: 26 ft 9 in (8,15 m)
- Višina: 8 ft 4 in (2,53 m)
- Površina kril: 127 ft² (11,8 m²)
- Teža praznega letala: 740 lb (336 kg)
- Naložena teža: 1320 lb (600 kg)
- Maks. vzletna teža: 1320 lb (600 kg)
- Pogon letala: 1 ×  Rotax 912ULS s Sensenich kompozitnim propelerjem, ki je nastavljiv na tleh, 100 KM (74 kW)

 Zmogljivost 
- Neprekoračljiva hitrost: 156 mph (136 vozlov, 251 km/h)
- Maks. hitrost: 135 mph na nivoju morja (120 vozlov, 223 km/h)
- Potovalna hitrost: 131 mph (7500 ft @ 5500  obratih/min) (113 vozlov, 211 km/h)
- Hitrost porušitve vzgona: 47 mph (41 vozlov, 76 km/h)
- Doseg: 555 milj pri 75% moči na višini 7500 ft (893 km)
- Višina leta: okrog 13800 ft (4206 m)
- Hitrost vzpenjanja: 900 ft/min (4,5 m/s)
- Obremenitev kril: 11,0 lb/ft² (55 kg/m²)